# Shahbudin Rahimtoola
 (mars 2025).
Motif : Sources centrées et neutres ? Notoriété encyclopédique ?
- Archive Wikiwix
- Bing
- Cairn
- DuckDuckGo
- E. Universalis
- Gallica
- Google
- G. Books
- G. News
- G. Scholar
- Persée
- Qwant
- (zh) Baidu
- (ru) Yandex
- (wd) trouver des œuvres sur Wikidata

| 1. | Préciser le motif de la pose du bandeau. | Précisez le motif de la pose du bandeau en utilisant la syntaxe suivante : {{admissibilité à vérifier\|date=mars 2025\|motif=remplacez ce texte par le motif}}                            |
| 2. | Informer les utilisateurs concernés.     | Pensez à avertir le créateur de l'article, par exemple, en insérant le code ci-dessous sur sa page de discussion : {{subst:avertissement admissibilité à vérifier\|Shahbudin Rahimtoola}} |

 (décembre 2023).
Shahbudin Rahimtoola est un cardiologue installé à Los Angeles, aux États-Unis. Il a été professeur distingué à la Keck School of Medicine de l'Université de Californie du Sud. Rahimtoola a été reconnu pour sa contribution à deux syndromes cliniques, à savoir le myocarde hibernant et l'inadéquation prothèse valvulaire-patient.

## Vie et éducation précoces
Rahimtoola est né en octobre 1931 dans une famille illustre de Bombay. Il a fait ses études initiales à l'école St. Xavier's et est ensuite entré à l'école de médecine de Bombay. Lors de la partition du sous-continent en 1947, sa famille s'est installée au Pakistan et il a poursuivi ses études à Karachi.
Rahimtoola obtient son diplôme de MBBS au Dow Medical College en 1954. Après avoir travaillé pendant trois ans à l'hôpital civil, il se rend au Royaume-Uni pour y poursuivre ses études. Il reçoit le MRCP du Royal College of Physician of Edinburgh en 1963 et l'agrément [FRCP] en 1972.

## Carrière
En 1963, Rahimtoola s'installe aux États-Unis. Il est d'abord associé à la Mayo Clinic où il devient codirecteur du laboratoire de cathétérisme cardiaque. Sur le plan clinique et de l'enseignement, Rahimtoola reste professeur associé de médecine à l'université de l'Illinois et chef du service de cardiologie du Cook County Hospital de 1969 à 1972. Il est ensuite nommé professeur de médecine à l'université de l'Oregon, poste qu'il occupe de 1972 à 1980. Il s'est ensuite installé en Californie, où il a été chef de la division de cardiologie à l'université de Californie du Sud de 1980 à 1992. En 1984, il est devenu le premier professeur de cardiologie George C. Griffith. En 1993, il a été nommé professeur distingué à la Keck School of Medicine de l'université de Californie du Sud. Au cours des années 1990, il a également été président du Conseil de cardiologie clinique de l'American Heart Association. Il a été administrateur de l'American College of Cardiology au cours de la même période.
Dans l'ensemble, le Dr Rahimtoola est surtout connu pour ses travaux sur les cardiopathies valvulaires, les maladies coronariennes, les résultats de la chirurgie cardiaque et les arythmies, ainsi que sur les cardiomyopathies et les cardiopathies congénitales.
Le Dr Rahimtoola est resté rédacteur en chef de Current Topics in Cardiology, une série d'ouvrages consacrés à la recherche et à la publication pour les médecins. Il a également été rédacteur en chef de Modern Concepts of Cardiovascular Disease [publication de l'American Heart Association] et de Clinical Cardiology [publication du JAMA].
Rahimtoola a également fait partie du comité de rédaction du Journal of the American College of Cardiology. Ses références s'élèvent à 1420 présentations et conférences nationales et internationales, 11 manuels édités et 513 articles scientifiques publiés, dont 120 chapitres de livres, 316 articles originaux et autres articles scientifiques, ainsi que 67 éditoriaux.

## Distinctions
Shahbudin Rahimtoola a été qualifié de "géant contemporain" dans le domaine de la contribution musulmane à la recherche médicale. Il a également été désigné "cardiologue du monde" et "père de la recherche" par l'European Heart Journal en 2013.
Shahbudin Rahimtoola figure sur la liste des cinquante meilleurs praticiens de tous les temps de la Mayo Clinic.
L'Université des sciences de la santé de l'Oregon a placé le portrait de Shahbudin Rahimtoola dans sa section Digital Commons.

## Récompenses
Le professeur Rahimtoola a reçu de nombreux prix et citations, principalement dans le cadre de sa carrière de chercheur et d'enseignant.
L'AHA nationale lui a décerné des citations pour service international et service exceptionnel. La filiale de l'AHA dans l'Oregon lui a décerné le "Salute to Research" en 1985 et la filiale de l'AHA à Los Angeles le "Award of Merit and Special Recognition for Outstanding Contributions to the study and practice of Cardiology".
La FDA lui a décerné la médaille Harvey W. Wiley.
Dans le domaine de l'enseignement, Rahimtoola a reçu le prix William Osler de l'université de Miami. Il a reçu le Gifted Teacher Award de l'American College of Cardiology en 1986. En 1989, Rahimtoola a reçu le prix James B. Herrick de l'American Heart Association. En 1996, il a reçu le Melvin L. Marcus Memorial Award de l'International Society of Heart Failure.
La Fondation Mayo lui a décerné le Distinguished Alumnus Award en 1998. L'American College of Cardiology lui a décerné le Master of the College en 1999. L'ACC lui a également décerné le Distinguished Scientist Award en 2001.
En 2000, Rahimtoola reçoit le Special Recognition Award du Hamdan Medical Award au Moyen-Orient.
En 2002, Rahimtoola a reçu le D.Sc. (Hon) de l'université de Karachi lors d'une cérémonie qui s'est déroulée au Governor House [Sindh].
En 2009, la Société européenne de cardiologie lui a décerné la médaille d'or pour sa contribution exceptionnelle au développement de la cardiologie.
En 2013, l'ACC (American College of Cardiology) lui a décerné le statut de Lifetime Achievement (accomplissement de toute une vie).
En 2016, Shahbudin Rahimtoola s'est vu décerner le prix "Distinguished Fellowship" lors du congrès mondial de l'Académie internationale de cardiologie à Boston.

## Publications
Shahbudin Rahimtoola est l'auteur de plusieurs manuels importants utilisés dans les études post universitaires de médecine cardiovasculaire, à savoir le pontage coronarien (1977), l’endocardite infectieuse (1978), les controverses sur la cardiopathie coronarienne (1982) et la cardiopathie valvulaire (1997).
Il est également co-auteur de Shock in Mycardial Infarction (1974), Acute Myocardial Infarction, 1st and 2nd editions (1991, 1997), Techniques and Applications of Interventional Cardiology (1991), Heart Failure (1995) et New Ischemic Syndromes (1997).

## Vie privée
Shahbudin Rahimtoola a épousé Shameem Virji en 1968. Ils ont un fils et deux filles.
Le père du professeur Shahbudin Rahimtoola, Hoosenally Rahimtoola, était un législateur réputé de la présidence de Bombay, qui est resté maire de Bombay pendant la domination britannique en Inde.
Son frère, le professeur Shamsuddin Rahimtoola, est resté un éminent médecin basé à Karachi. Il est resté directeur du Dow Medical College et surintendant médical de l'hôpital civil de la ville.

## Mort
Le Dr Shahbudin Rahimtoola meurt le 9 décembre 2018 à l'âge de quatre-vingt-sept ans dans sa résidence de Palos Verdes Estates, en Californie.